# Verbascum basivelatum
Verbascum basivelatum är en flenörtsväxtart som beskrevs av Hub.-mor.. Verbascum basivelatum ingår i släktet kungsljus, och familjen flenörtsväxter. Inga underarter finns listade i Catalogue of Life.